# Stewart Adams (químic)
Stewart Sanders Adams OBE (1923 – 30 gener 2019), fou un químic britànic, era la part principal d'un equip de Boots que van desenvolupar l'ibuprofèn als inicis de 1960. L'ibuprofèn és un antiinflamatori no esteroidal (AINE) de la família dels arilpropiònics amb propietats analgèsiques i antipirètiques al mateix temps. L'ibuprofén és en la Llista de Model de l'OMS de Medicines Essencials; una dosi normal és 1200–2400 mg per dia. És un dels fàrmacs més venuts mundialment, i la producció és al voltant 15,000 tones per any, aproximadament un terç que d'aspirina.

## Inicis
Adams va néixer a Byfield, Northamptonshire. El seu pare era un maquinista de trens, i va créixer en una àrea rural agrícola de Northamptonshire. Adams va tenir dos germans més grans, una germana més gran, i un germà més jove.
Adams va anar a Byfield Council School, llavors els seus pares es van mudar a Doncaster el 1933, i va anar a l'Escola de Gramàtica Doncaster, llavors el 1937, a Escola de Gramàtica del March (ara Neale-Wade Acadèmia); va deixar l'escola als 15 anys, el 1939. Va esdevenir un farmacèutic, en una estada de tres anys com a aprenent, a l'empresa química Boots a March, Cambridgeshire. D'aquesta experiència va agafar interès en la ciència, i Boots li va pagar per treure's el grau de farmacèutic a l'Universitat de Nottingham, el va obtenir el 1945.

## Carrera

Estructura de l'ibuprofén

El 1945 torna a l'empresa Boot per treballar en el seu projecte per produir penicilina. El van assignar al departament de recerca de Boots i va fer recerca sobre l'artritis reumatoide. Va fer el doctorat en farmàcia a la Universitat de Leeds i va tornar a Boots el 1952.
Se li va concedir una beca de recerca i es va centrar en les relacions entre l'heparina i l'histamina. En aquell moment, la medicina principal pels afectats eren els corticosteroids, els quals tenien efectes secundaris.

## Ibuprofèn

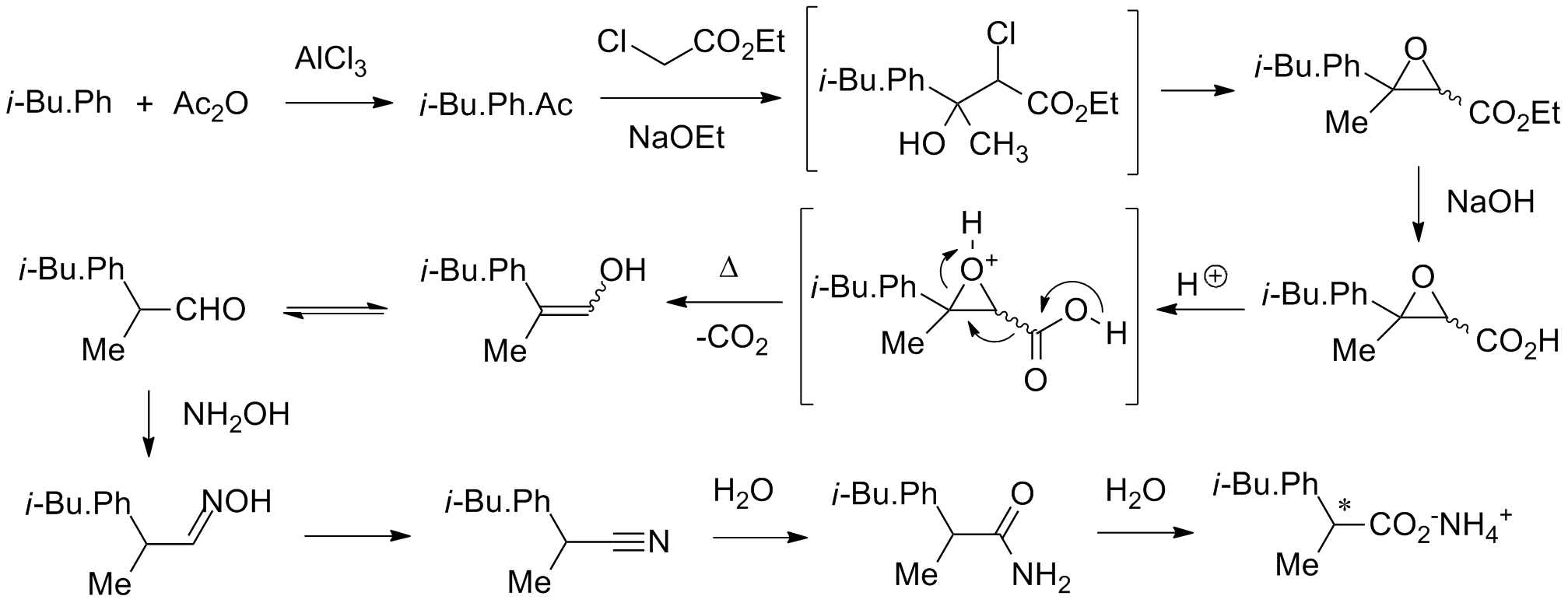
Ruta per produir àcid 2-(4-isobutilfenil) propanoic

Adams va començar a treballar en altres substàncies químiques que poguessin tenir efecte calmant i analgèsic sense efectes secundaris. L'agost de 1958 va començar a estudiar els àcids fenòxids, juntament amb el químic orgànic John Nicholson (1925-83). El 1961 l'equip va començar a estudiar els àcids fenil-propanoics i les coses pintaven bé. Un dels tipus estudiats era l'àcid 2-(4-isobutilfenil) propanoic; van crear ibuprofèn per primer cop el desembre de 1961.

## Vida personal
Es va casar amb Mary, una professora, el 1950. Va viure a Redhill, Nottinghamshire des del 1955. Ha esdevingut un Freeman de la Ciutat de Nottingham. Adams va ser nomenat Agent de l'Ordre de l'Imperi britànic (OBE) el 1987.
Adams va morir als 95 anys al centre Mèdic Queen's el 30 de gener de 2019.